# Markdown
Markdown is een lichtgewicht opmaaktaal op basis van platte tekst die zodanig ontworpen is dat het gemakkelijk valt te converteren naar HTML en andere formaten met een applicatie met dezelfde naam. Markdown wordt vaak gebruikt voor de opmaak van projectdocumentatie (README-bestanden), eenvoudige CMS-systemen en berichten in online fora. Tekst in deze opmaaktaal is gemakkelijk te maken met een simpele teksteditor.
Het ontwerpdoel van de taal is leesbaarheid. Teksten geschreven met behulp van Markdown worden geacht al leesbaar te zijn voordat opmaak is toegepast op de tekst. Opmaakinstructies en tags zijn dan ook niet te vinden in pure Markdown.

## Voorbeeld
| Markdown opmaak | Tekst zoals getoond in de browser |
| --- | --- |
| # Kop 1 ## Kop 2 ### Kop 3 Een alinea wordt gescheiden door een dubbele return. Twee spaties aan het einde van een regel zorgen voor een nieuwe regel. Tekst opmaak: _schuin_, *schuin*, __vet__, **vet**, `vaste breedte`. Horizontale lijn: --- Opsommingslijst * appels * peren * pruimen Genummerde opsommingslijst: 1. appels 2. peren 3. pruimen Een [link](http://example.com) | Kop 1 Kop 2 Kop 3 Een alinea wordt gescheiden door een dubbele return. Twee spaties aan het einde van een regel zorgen voor een nieuwe regel. Tekst opmaak: schuin, schuin, vet, vet, vaste breedte. Horizontale lijn: Opsommingslijst - appels - peren - pruimen Genummerde opsommingslijst: 1. appels 2. peren 3. pruimen Een link. |